# Воргейяха
Воргейяха (устар. Воргэй-Яха) — река в России, протекает по Пуровскому району Ямало-Ненецкого АО. Устье реки находится в 98 км по правому берегу реки Северная Тыдэотта. Длина реки составляет 17 км.
Система водного объекта: Северная Тыдэотта → Тыдэотта → Ягенетта → Пур → Карское море.
Имеется правый приток — река Нярмаяха.

## Данные водного реестра
По данным государственного водного реестра России относится к Нижнеобскому бассейновому округу, водохозяйственный участок реки — Пур. Речной бассейн реки — Пур.
Код объекта в государственном водном реестре — 15040000112115300059385.